# Honětice
Obec Honětice (německy Honietitz, Honetitz) se nachází v okrese Kroměříž ve Zlínském kraji. Žije zde 84 obyvatel. V roce 2012 zde byl vybudován přírodní koupací biotop. V sousedství stojí penzion Dvůr Honětice s kempem.

## Historie
První písemná zmínka o vesnici pochází z roku 1353.

## Obyvatelstvo

### Struktura
Vývoj počtu obyvatel za celou obec i za její jednotlivé části uvádí tabulka níže, ve které se zobrazuje i příslušnost jednotlivých částí k obci či následné odtržení.
| Místní části   | Místní části  | 1869 | 1880 | 1890 | 1900 | 1910 | 1921 | 1930 | 1950 | 1961 | 1970 | 1980 | 1991 | 2001 | 2011 |
| -------------- | ------------- | ---- | ---- | ---- | ---- | ---- | ---- | ---- | ---- | ---- | ---- | ---- | ---- | ---- | ---- |
| Počet obyvatel | část Honětice | 344  | 380  | 363  | 392  | 379  | 384  | 357  | 266  | 232  | 202  | 130  | 85   | 68   | 71   |
| Počet domů     | část Honětice | 73   | 73   | 78   | 74   | 79   | 77   | 84   | 86   | 73   | 66   | 46   | 70   | 70   | 68   |

## Pamětihodnosti
- Socha svatého Jana Nepomuckého
- Severně od vesnice se v lese Obora nachází pohřebiště z mladší doby bronzové. Tvoří je šest mohyl navršených ze sprašové hlíny, které obsahují hroby s keramikou ze staršího období lužické kultury.[6]

## Galerie

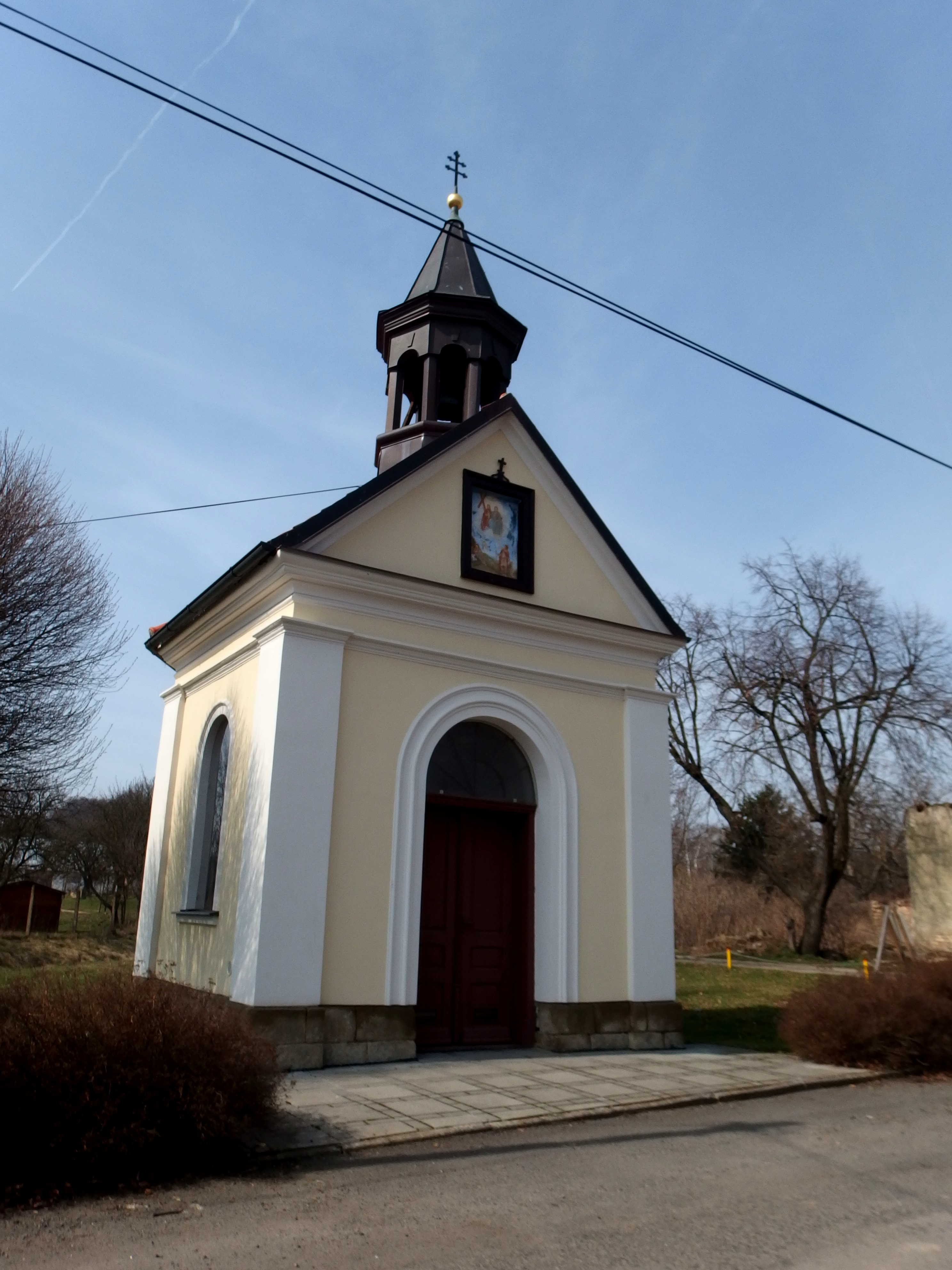
Kaple svaté Anny
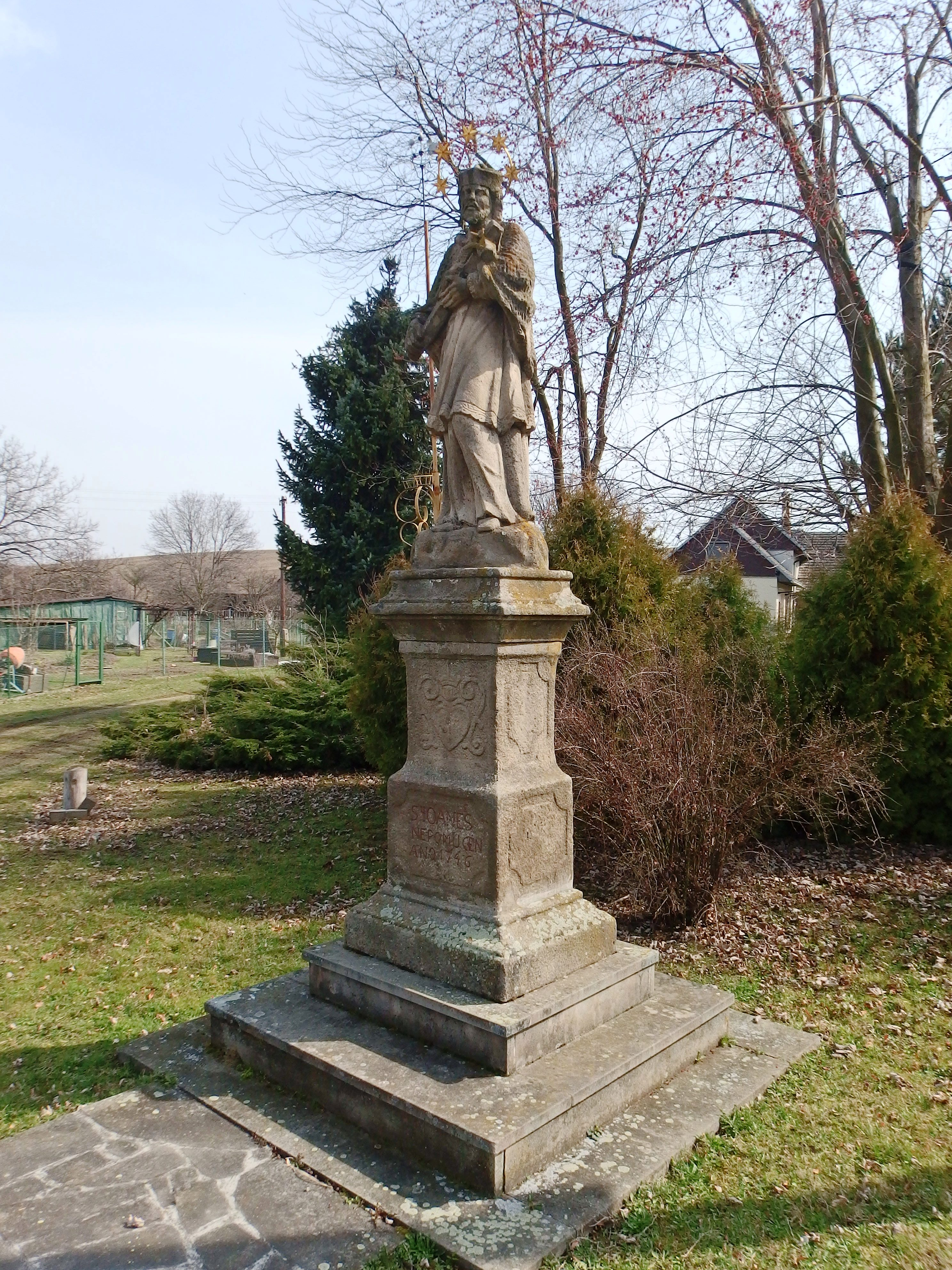
Památkově chráněná socha svatého Jana Nepomuckého z roku 1746
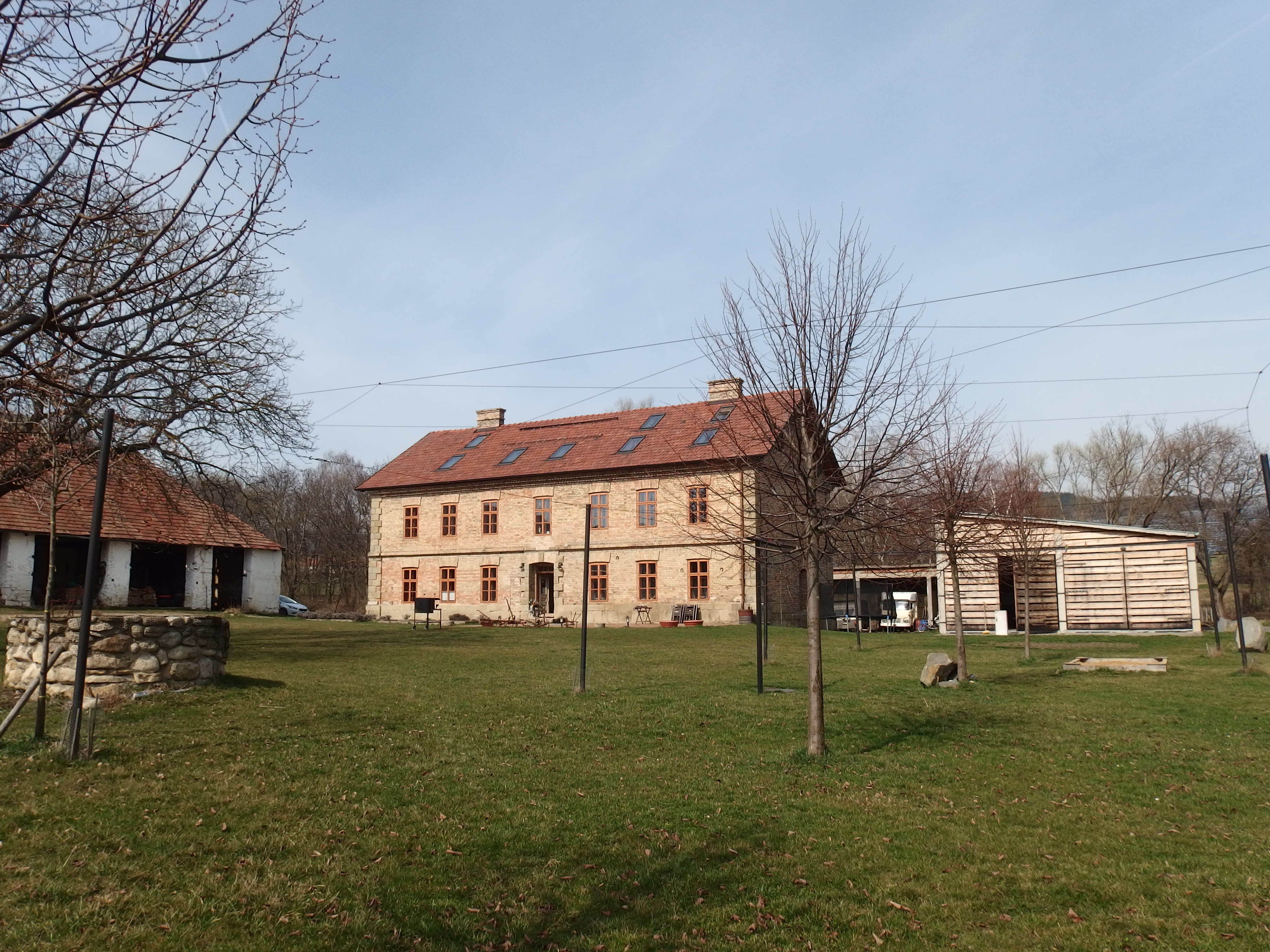
Rekreační areál Dvůr Honětice
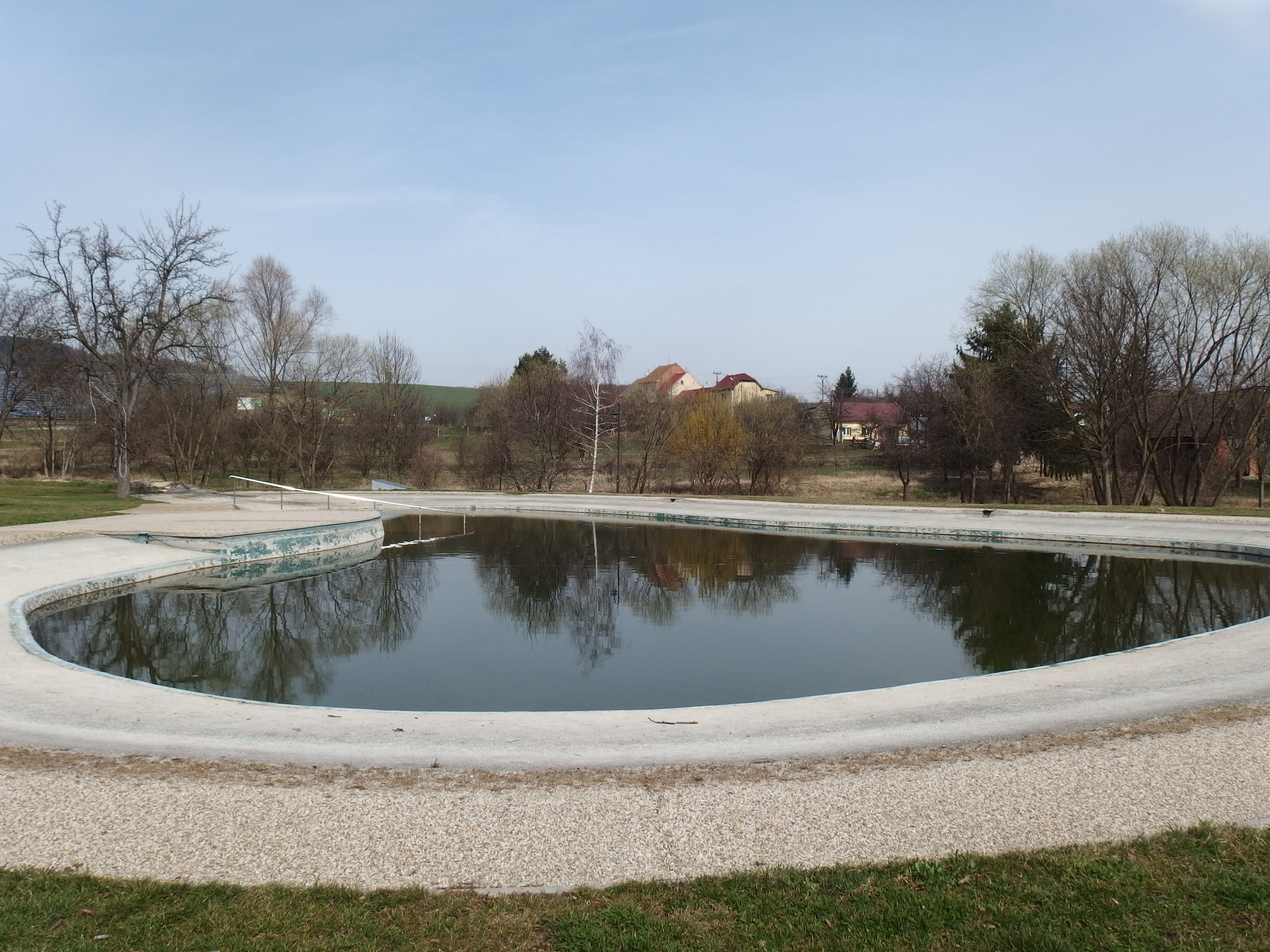
Koupaliště